# Bolidorhynchus magnus
Bolidorhynchus magnus är en insektsart som först beskrevs av Giglio-tos 1897.  Bolidorhynchus magnus ingår i släktet Bolidorhynchus och familjen Proscopiidae. Inga underarter finns listade i Catalogue of Life.